# 圣于连德容济
圣于连德容济（法語：Saint-Julien-de-Jonzy，法語發音：[sɛ̃ ʒyljɛ̃ də ʒɔ̃zi]）是法国索恩-卢瓦尔省的一个市镇，属于沙罗勒区。

## 地名
法语人名“Julien”在日常人名译名以及《世界人名翻譯大辭典》、《法语姓名译名手册》等主流人名译名类书籍资料中译作“朱利安”，不过在《世界地名翻译大辞典》、《世界地名译名词典》和《法国地图册》等主流地名译名类书籍资料中译作“于连”。

## 地理
圣于连德容济（46°14'13"N, 4°8'33"E）面积22.66 平方千米，位于法国勃艮第-弗朗什-孔泰大區索恩-卢瓦尔省，该省份为法国中部省份，北起顺时针与科多尔省、汝拉省、安省、罗讷省、卢瓦尔省、阿列省和涅夫勒省接壤。
与圣于连德容济接壤的市镇（或旧市镇、城区）包括：布里扬、布里奥奈地区利尼、马伊、圣博内德克赖、布里奥奈地区圣克里斯托夫、圣富瓦、滨湖圣马丹、布里奥奈地区瑟米尔。
圣于连德容济的时区为UTC+01:00、UTC+02:00（夏令时）。

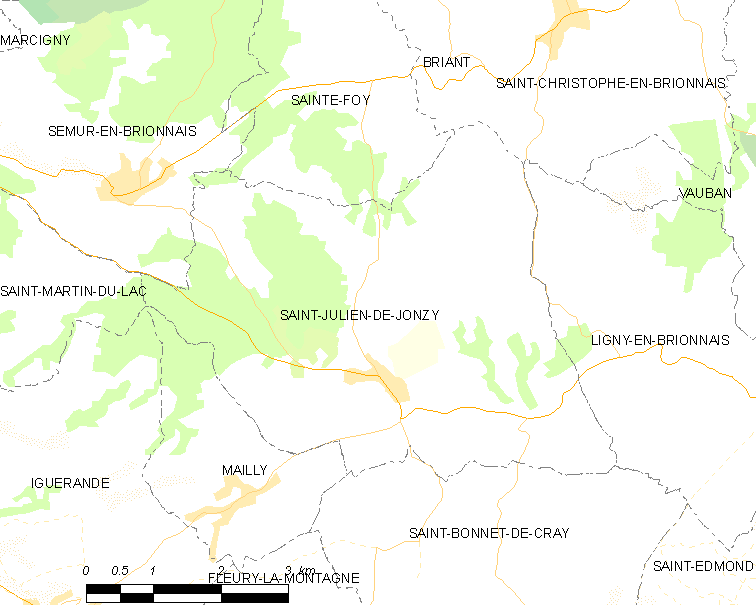
圣于连德容济的OSM定位图

## 行政
圣于连德容济的邮政编码为71110，INSEE市镇编码为71434。

## 政治
圣于连德容济所属的省级选区为绍法耶县。

## 人口

1962-2008年间圣于连德容济人口变化图示

圣于连德容济于2022年1月1日时的人口数量为337人。